# Silas Carson
Silas Carson es un actor inglés que participó en las películas de Star Wars, interpretando a cuatro personajes distintos:
- Nute Gunray, Virrey de la Federación de Comercio, alienígena neimoidiano y villano, en las tres precuelas.
- Ki-Adi-Mundi, Maestro Jedi del planeta Cerea, alienígena, con diálogo.
- Lott Dod, senador de la Federación de Comercio, en la primera película (aunque la voz original la ponía el actor Toby Longworth).
- El teniente Williams, piloto de la nave que lleva a Qui-Gon Jinn y Obi-Wan Kenobi hasta Naboo en la primera película.[1][2][3]

## Biografía
Silas Carson nació en Inglaterra en 1965. Empezó su carrera como actor de teatro.
Este hombre de marcados rasgos étnicos no mostró interés por actuar hasta que estaba cerca de los treinta años. Con 28, en 1993, tuvo su primer estreno: Una película para televisión llamada House Opera, de Bob Baldwin. Se trataba de una tragicomedia musical de vaqueros en la que Carson aparece en el cuarto puesto de un reparto de nueve personas (merced a que el orden era alfabético, por otra parte).
Carson no consiguió arrancar bien su carrera, y estuvo hasta 1996 sin un estreno. Para cuando lo consiguió, era una miniserie televisiva de ciencia ficción Cold Lazarus (1996, de Renny Rye). En esta producción protagonizada por Albert Finney, Carson interpreta a uno de los guardias marines, y a un centinela que no está claro si debería ser la misma persona. Su rol era claramente una figuración.
Pero esto ayudó a Carson a tener un currículum más abundante. En 1997 tuvo dos estrenos, siendo el primero un drama televisivo llamado Supply & Demand, de Peter MacDonald, en que vuelve a interpretar a un personaje sin nombre.
Sin embargo, el otro fue Fuera de juego (Fever Pitch) (1997, de David Evans), que logró llegar a España. Se trata de una comedia romántica con Colin Firth en que la aparición de Carson es como un camarero indio.
En 1998 Carson consiguió una interesante producción televisiva, que también llegó a España: Jeremías (Jeremiah, 1998, de Harry Winer). En un papel esencial, Carson interpretaría a Hananías, un falso profeta que se opondría al protagonista.
Este rol de oposición al héroe se repetiría en 1999, un año muy fructífero para Carson. En primer lugar, Carson hizo dos apariciones como invitado en otras tantas teleseries dramáticas de crímenes y misterio, en ambos casos esenciales papeles con diálogo. Son las series The Bill y An Unsuitable Job for a Woman. Además, Carson entraría en el reparto fijo de dos teleseries, ninguna de las cuales fue un gran éxito: La comedia Metrosexuality, que duró una temporada, y el drama Always and Everyone, que aguantó tres años en cartel (En esta última, el papel de etnia marcada de Carson era segundo en el reparto).
Pero esto no justifica lo que acabó de decir de volver a hacer de oponente. Eso se debía a que, en 1999, Carson interpretaría cuatro papeles en Star Wars: Episode I - The Phantom Menace (1999, de George Lucas). Sus personajes serían el virrey Nute Gunray, el maestro Ki-Adi-Mundi, el senador Lott Dod y el piloto de la nave de la República (que no recibió nombre en ese momento).
Después de eso, Carson tenía el convencimiento de que le volverían a llamar para las otras dos precuelas. Participaría, mientras tanto, en un drama televisivo llamado Innocents, estrenado en 2002, y también en The Project, un film similar cuya proyección internacional alcanzaría Francia, pero no España.
Al mismo tiempo, los días 3 a 5 de mayo de 2002, Carson estuvo presente en la convención americana Celebration II, algo poco habitual en un actor inglés como él. Junto con sus colegas Jerome Blake y Alan Ruscoe, Carson estuvo a disposición de los fanes.
También en 2002, Carson repetiría dos de sus papeles para Star Wars: Episode II - Attack of the Clones (de George Lucas): Nute Gunray y Ki-Adi-Mundi. El personaje de Gunray era esencial para continuar la trama: Gunray había contactado con el Conde Dooku y le había "revelado" que un lord del sith controlaba el Senado, dando lugar, por reacción en cadena, a la conspiración separatista; al mismo tiempo, Gunray seguía empeñado en ver muerta a Padmé Amidala, a cualquier precio.
Ki-Adi-Mundi era imprescindible en las escenas de lucha en Geonosis; para esto, sería preciso que el personaje pelease. Afortunadamente, la experiencia en teatro de Carson le había hecho practicar esgrima, sobre todo con florete. Por eso, Carson convenció al coordinador de especialistas, Nick Gillard, para que permitiese a Ki-Adi-Mundi luchar con el sable en una sola mano, en vez de emplear las dos manos para sostenerlo como los otros jedi. De hecho, Ki-Adi-Mundi es el único jedi que pelea así.
Después de este film, Carson continuó compaginando sus actividades televisivas con el cine. En 2004, Carson apareció en la miniserie dramática The Grid, con Julianna Margulies y en el telefilm Lie with Me, además de como invitado en la serie de crímenes Waking the Dead. Más importante es su aparición en Océanos de fuego (de Joe Johnston), junto con los legendarios Viggo Mortenssen y Omar Shariff , donde el actor interpretó un papel de bandido  llamado "Katid ",sobrino del Jeque, encarnado por Omar Shariff .
Llegó 2005, con mucho trabajo para Carson. Apareció como invitado en teleseries como la comedia Absolute Power (en el papel de un Bin Laden) y Spooks, sobre las misiones del MI-5, en la que interpretó al príncipe de Gales. Además, también prestó su voz a los alienígenas de El fin del mundo, un episodio de Doctor Who con Christopher Eccleston como el Doctor. Se convirtió en un personaje recurrente, el señor Ormerond, en la tercera temporada de la tragicomedia romántica William y Mary, sobre un enterrador y una comadrona que mantienen una relación.
Por supuesto, en ese mismo año, Carson volvería a hacer doblete como Ki-Adi-Mundi y Nute Gunray en Star Wars: Episode III - Revenge of the Sith. En esta ocasión, ambos personajes morirían: Gunray a manos de Darth Vader (Hayden Christensen), y Ki-Adi-Mundi traicionado por sus propias tropas en Mygeeto. Esto elimina buena parte de las posibilidades de que repita esos roles.
Desde entonces, apenas ha pasado un año y Carson sigue aprovechando sus facciones para aparecer como invitado en la serie Hustle (su personaje se llama Kulvinder Samar) y como un personaje esencial en la miniserie The Ten Commandments (de Robert Dornhelm), sobre la historia bíblica. En esta última, Carson interpreta a Jered, descendiente de Judá ben Jacob, llamado Israel.
El contenido de este artículo incorpora material de una entrada de la Star Wars Wiki, publicada en español bajo la licencia GFDL.